# Deutsch-Ostafrikanische Gesellschaft

Flagge der DOAG

Die Deutsch-Ostafrikanische Gesellschaft (englisch German East Africa Company) wurde am 28. März 1884 von Felix Graf Behr-Bandelin und Carl Peters als Gesellschaft für deutsche Kolonisation (GfdK) in Berlin gegründet. Sie sollte deutsche Ackerbau- und Handelskolonien in Übersee errichten.

## Erste Expedition nach Ostafrika

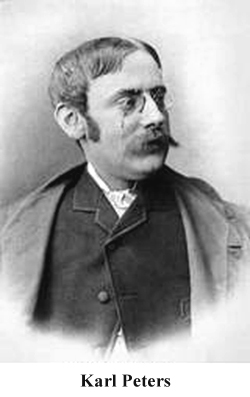
Carl Peters

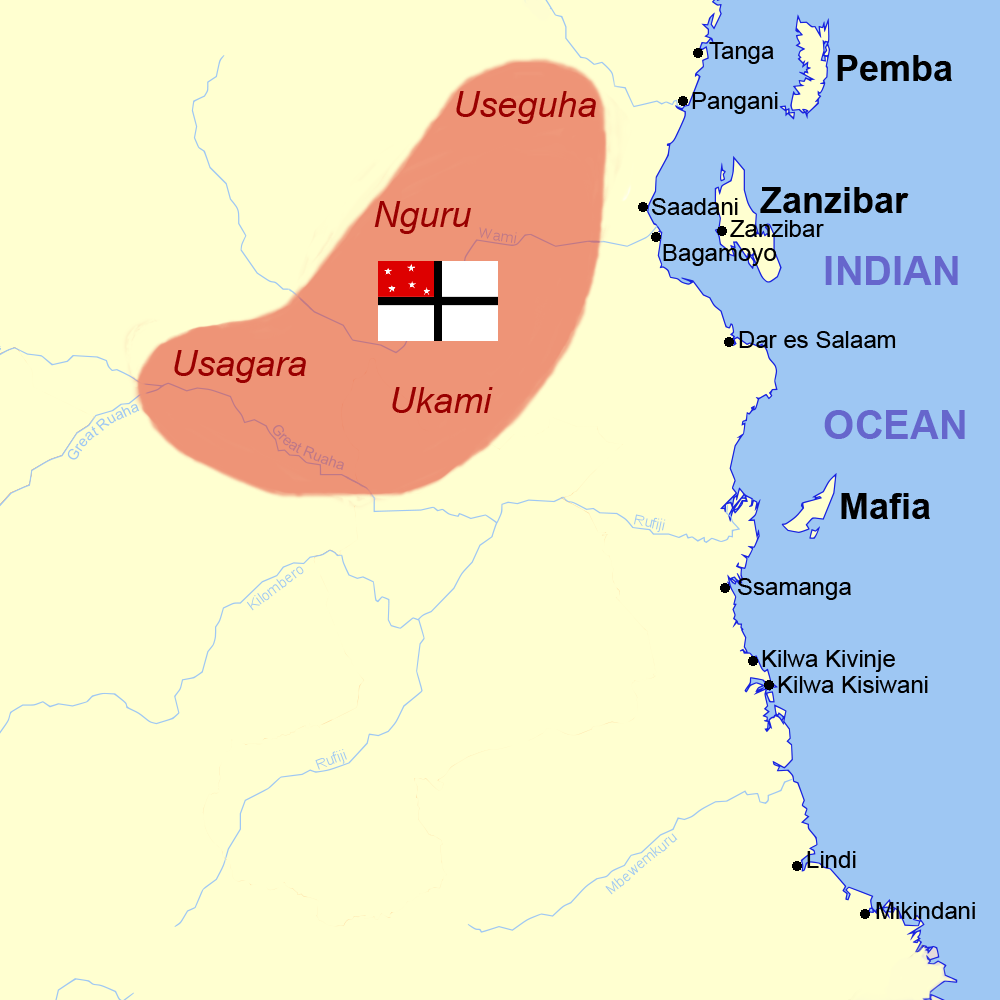
Ausgangsgebiete der DOAG 1885

Wappen der DOAG

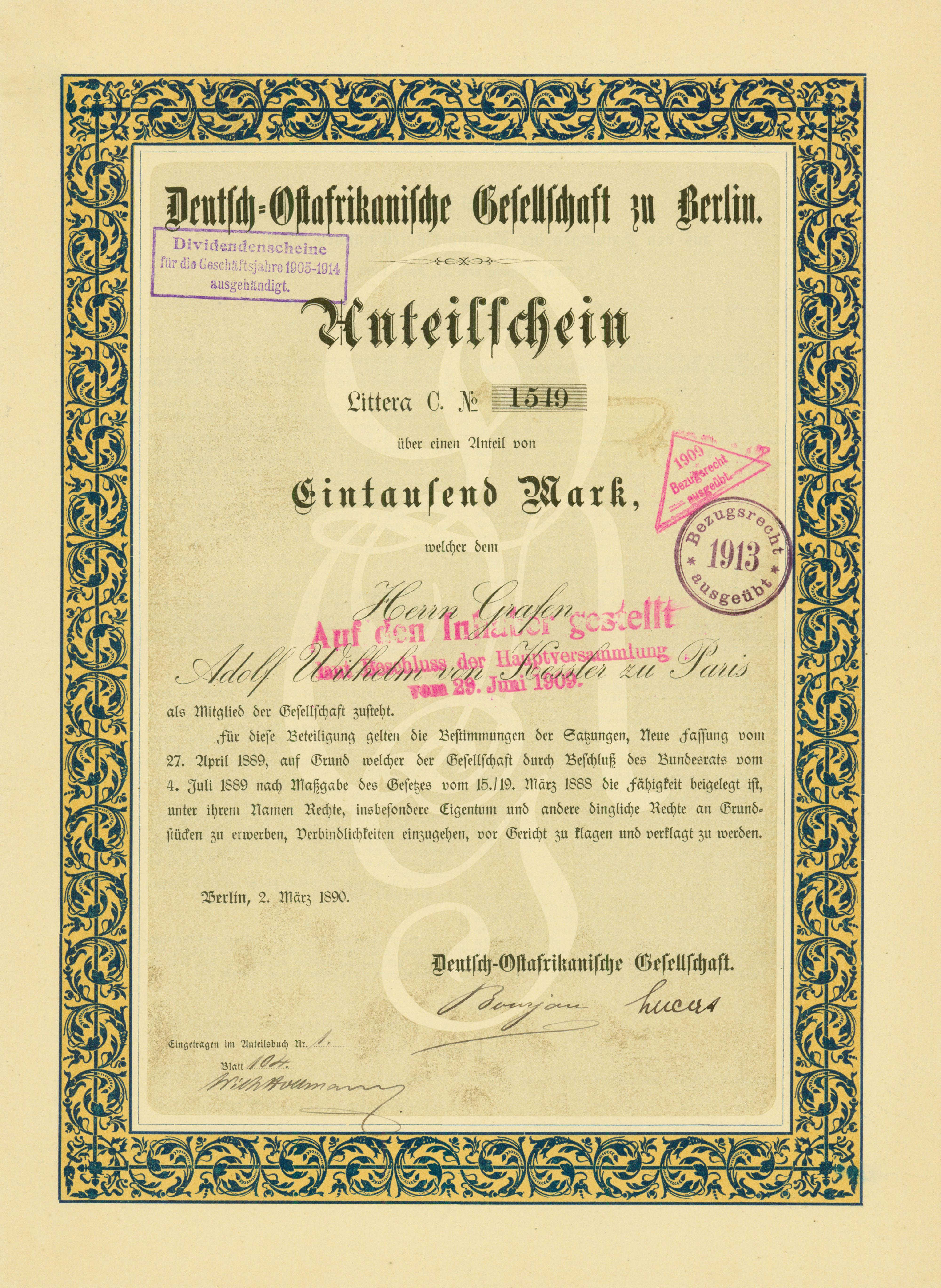
Anteilschein über 1000 Mark der DOAG vom 2. März 1890

Im Herbst 1884 schickte die Gesellschaft eine Expedition nach Ostafrika. Carl Peters, Joachim Graf von Pfeil, Karl Ludwig Jühlke und der Kaufmann August Otto reisten nach Sansibar und setzten auf das gegenüberliegende Festland über. Im Hinterland der Festlandbesitzungen des Sultans von Sansibar besuchte Peters örtliche Häuptlinge und legte ihnen deutschsprachige „Schutzverträge“ vor, zu deren Unterschrift er zwölf der deutschen Sprache und Schrift unkundigen Lokalherrscher bewegen konnte. So erwarb man Herrschaftsansprüche auf die Regionen Usegua, Nguru, Usagara und Ukami.
Die Reichsregierung stand diesen Ansprüchen ablehnend gegenüber. Bismarck hatte jede Unterstützung der Peters-Reise im Voraus abgelehnt. Auch nach der Rückkehr äußerte sich Reichskanzler Bismarck abschätzig über das, was Peters der Regierung vorlegte: „ein Stück Papier mit Neger-Kreuzen drunter“.
Peters drohte nach seiner Rückkehr damit, dass auch der belgische König Leopold an Ostafrika Interesse habe, über dessen Reich in Zentralafrika gerade auf der Kongokonferenz verhandelt wurde. Bismarck lenkte – auch aus Rücksicht auf die kolonialistisch gesinnten Nationalliberalen im Reichstag – ein und ließ einen kaiserlichen Schutzbrief für die Erwerbungen der Gesellschaft und ihrer Rechtsnachfolger ausstellen. Damit war der Grundstein für die spätere Kolonie Deutsch-Ostafrika gelegt.

## Versuche zur Gründung einer Gesellschaftskolonie
Nach Ausstellung des Schutzbriefes gründete Peters am 2. April 1885 die Kommanditgesellschaft „Deutsch-Ostafrikanische Gesellschaft Karl Peters und Genossen“, die in das Handelsregister in Berlin eingetragen wurde. An diese Gesellschaft wurden die ostafrikanischen Ansprüche übertragen. Bereits im März 1886 wurde die Kommanditgesellschaft gelöscht und Peters wurde alleiniger Gesellschafter. Im Februar 1887 wurde daraus die „Deutsch-Ostafrikanische Gesellschaft“ (DOAG) mit Carl Peters als erstem Präsidenten.
Die Gesellschaft schloss in der Folgezeit weitere Verträge mit einheimischen Herrschern ab, dehnte ihre Ansprüche so auf weitere Gebiete im Inland wie die Umgebung der Uluguruberge und Usambara aus und erforschte den Süden der späteren Kolonie. Es kam zur Gründung einiger Handelsposten und weniger Versuchsstationen, auf denen der Anbau von Kulturpflanzen ausprobiert wurde. Mehr Energie verwandte die Gesellschaft auf Expeditionen kreuz und quer durch das Hinterland der Kolonie, um möglichst umfassende Ansprüche auf weitere Gebiete anmelden zu können, womit die Gegenmaßnahmen Sansibars unterlaufen werden sollten (siehe: Übersicht der Expeditionen).
Die Anerkennung der Ansprüche der Gesellschaft durch das Deutsche Reich führte zu Protesten des Sultan Bargash von Sansibar, der die von der DOAG beanspruchten Gebiete als Teile seines Festlandsgebietes ansah. Bargash schickte gleichfalls Abgesandte und auch Truppen unter General Lloyd Mathews durch das Hinterland der Küste, um die rote Fahne Sansibars aufzuziehen und nun ebenfalls die Unterschriften örtlicher Herrscher unter Bündnisverträge mit dem Sultan einzuholen.
Der drohende Konflikt zwischen sansibarischem Militär und den verstreuten Agenten der DOAG wurde durch den Einsatz eines deutschen Flottengeschwaders beendet. Am 7. August 1885 erschien der deutsche Admiral Eduard von Knorr mit fünf Kreuzern des Ostafrikanischen Kreuzergeschwaders vor Sansibar und richtete seine Kanonen auf den Sultanspalast. Angesichts dieser Drohung musste Bargash die deutschen Ansprüche im Hinterland der sansibarischen Festlandsbesitzungen anerkennen und der DOAG die Nutzung des Hafens von Dar es Salaam mit vergünstigten Zollsätzen zugestehen. Weiter nördlich, hinter der rivalisierenden deutschen Kolonie Wituland versuchte die DOAG, Gebiete an der Somaliküste zwischen Buur Gaabo und Aluula zu erwerben. Im Süden wurden Madagaskar und die Komoren – auf denen ebenfalls DOAG-Vertreter tätig waren – 1886 von Deutschland als französische Einflusszone akzeptiert.
In der Folgezeiten verhandelten die Regierungen Großbritanniens und Deutschlands über eine Abgrenzung ihrer Interessensphären und einigten sich am 29. Oktober 1886 auf eine Einteilung Ostafrikas in Interessenzonen, wobei Deutschland der südliche Teil und Großbritannien der nördliche Teil (heutiges Kenia) zugesprochen wurde. Beide Seiten einigten sich zunächst auf eine Anerkennung der Souveränität Sansibars in einem 10 Meilen breiten Küstenstreifen.
Die Abmachung entsprach nicht den Absichten der DOAG, da ohne einen freien Zugang zur Küste ihre Ansprüche auf das Hinterland weithin wertlos blieben. Seit 1886 verhandelte Peters darüber, vom Sultan die Kontrolle über einige Häfen zu erhalten. Nach dem Tode von Bargash war dann sein Nachfolger zu weitergehenden Vereinbarungen bereit. Am 28. April 1888 schloss die DOAG einen Vertrag mit Sultan Chalifa ibn Said von Sansibar, wonach die Gesellschaft die Verwaltung des sansibarischen Gebietes auf dem Festland und die Erhebung der Küstenzölle im Namen des Sultans gegen eine jährliche Pachtsumme übernehmen sollte.
Im August 1888 versuchte die Gesellschaft dann, die Verwaltung der sansibarischen Küstenorte entsprechend dem Küsten- und Zollvertrag mit dem Sultan auszuüben. Der Vertrag hatte unter den Einheimischen zu Unruhe geführt, da sie sich vom Sultan im Stich gelassen und verraten sahen. Die Flaggenhissung der DOAG führte in Pangani und Lindi zu offenen Protesten der Bevölkerung. In Pangani eskalierten diese – nicht zuletzt durch das herrische Auftreten des örtlichen DOAG-Agenten Emil von Zelewski – zu Gewalttätigkeiten, die der Beginn eines anhaltenden Aufstandes der Küstenbevölkerung werden sollte, in dem die Herrschaft der DOAG zusammenbrach. Die Reichsregierung griff zunächst durch Einheiten ihres Ostafrikanischen Marinegeschwaders und schließlich durch Entsendung des Reichskommissars Wissmann ein, dessen vor allem aus Sudanesen und Zulu gebildete Söldnertruppe (Wissmanntruppe) den Aufstand schließlich niederkämpfte.
Während die Kämpfe noch anhielten, versuchte Peters im Rahmen der sogenannten Deutschen Emin-Pascha-Expedition den Bereich der DOAG im Gebiet des Victoriasees weiter auszudehnen und erreichte die Unterschrift des Kabaka von Buganda, Mwanga II., unter einen Schutzvertrag. 1890 übernahm die DOAG außerdem die Besitzung in Witu von der Deutschen Witu-Gesellschaft. Diese Pläne und Ansätze wurden jedoch durch die deutsch-britische Verständigung zunichtegemacht, die im „Helgoland-Sansibar-Vertrag“ eine Abgrenzung der weltweiten Interessensphären der beiden Mächte regelte.
Das von der DOAG zu Hilfe gerufene Reich übernahm nach dem Sieg in Ostafrika durch einen Vertrag vom 20. November 1890 die ganze Verwaltung der Kolonie. Die Aufgaben der Gesellschaft beschränkten sich hinfort auf wirtschaftliche Tätigkeiten.

## Tätigkeit in der Kolonie Deutsch-Ostafrika

### Aufbau der Gesellschaft

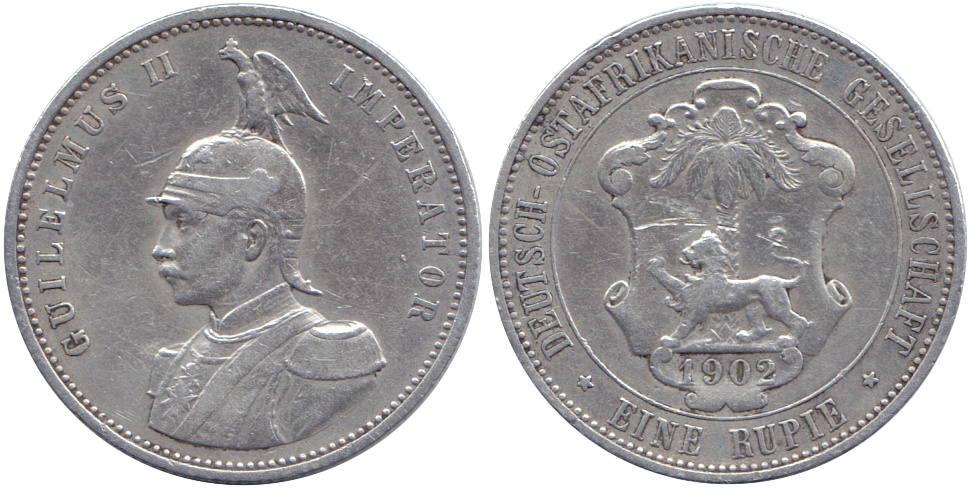
1 Rupienmünze mit DOAG-Wappen, Silber, 1902

Die Organe der neuen Gesellschaft waren: Generalversammlung, Verwaltungsrat, Direktion, Revisoren. Der aus 21 bis 27 Mitgliedern bestehende Verwaltungsrat hatte die gesamte Geschäftsführung zu überwachen. Die Direktion bestand aus zwei Direktoren. Die Aufsicht über die Gesellschaft wurde nach dem Statut dem Reichskanzler übertragen. Nachdem 1887 das zur Schaffung dieser Gesellschaft notwendige Kapital im Betrag von mehr als 3,5 Millionen Mark aufgebracht war, erfolgte die Konstituierung der neuen Gesellschaft, deren Kapital etwa 7 Millionen Mark betrug.
Die satzungsgemäße Tätigkeit der Gesellschaft war in Afrika mit Erweiterung des Kolonialbesitzes, Anlage von Stationen und Plantagen und Belebung des Handelsverkehrs beschrieben.
Die DOAG kam nie dazu, eine Herrschaft über die von ihr beanspruchten Gebiete auszuüben. Hätte man die Ansprüche jemals umsetzen wollen, hätte das eine Auseinandersetzung mit jedem einzelnen der örtlichen Herrscher bedeutet, die ihren Unterschriften keineswegs die von der Gesellschaft behauptete Bedeutung zumaßen. Das aber hätte die finanziellen, organisatorischen und militärischen Möglichkeiten der DOAG bei weitem überfordert.
So beschränkte sich die wirtschaftliche Tätigkeit der DOAG auf die Anlage von Handelsposten und landwirtschaftlichen Versuchsstationen, die teils von ihr selbst, teils von Tochtergesellschaften wie der Deutsch-Ostafrikanischen Plantagengesellschaft oder der Deutschen Pflanzergesellschaft betrieben wurden. Alle diese Unternehmen stellten in den ersten Jahren Verlustposten dar, was auf mangelndes Fachwissen der deutschen Betreiber, ungünstige Verkehrsverhältnisse, den Mangel an Arbeitskräften und den Widerstand der einheimischen Führungsschichten zurückzuführen war.

### Umwandlung in eine Genossenschaft

Stauweiher der Plantage Derema der Deutsch-Ostafrikanischen Gesellschaft, ca. 1910

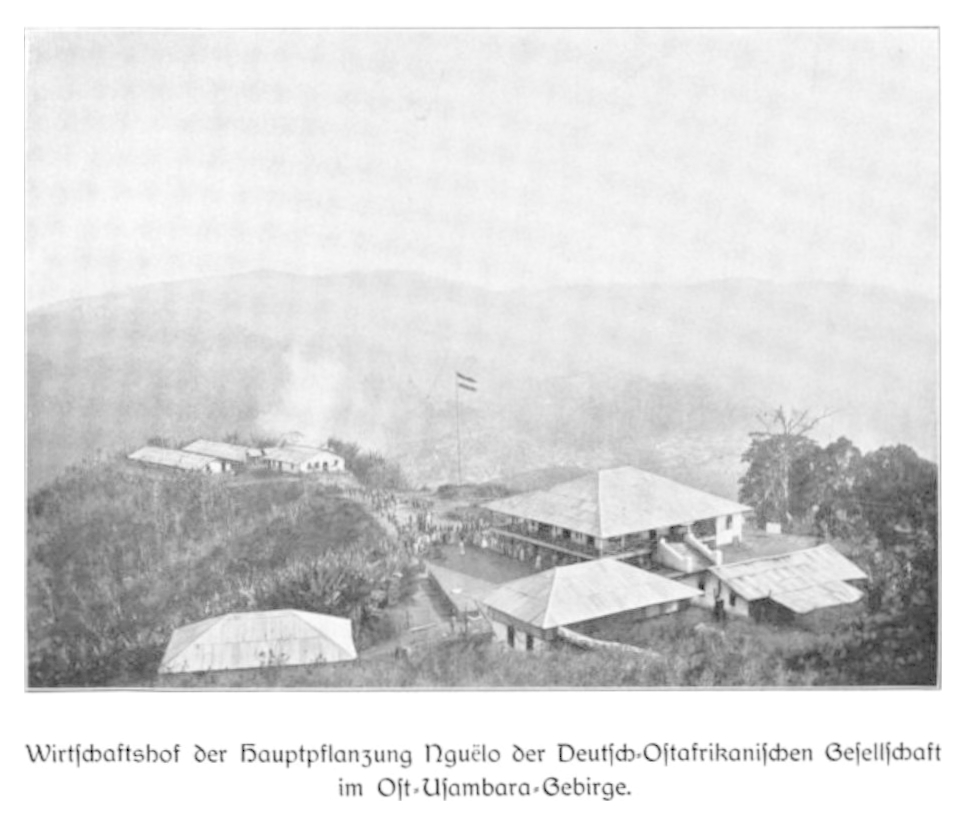
Wirtschaftshof der Hauptpflanzung Nguelo der Deutsch-Ostafrikanischen-Gesellschaft, vor 1905

Nach dem Aufstand der Küstenbevölkerung von 1889 war die Verwaltung der Kolonie auf das Deutsche Reich übergegangen. Die Deutsch-Ostafrikanische Gesellschaft erhielt jetzt den Status einer privilegierten Erwerbsgenossenschaft. Die wichtigsten ihr gewährten Privilegien bestanden in dem ausschließlichen Recht auf Erwerb von herrenlosen Grundstücken, in einem Vorrecht in Bezug auf die Gewinnung von Mineralien, in einem Vorrecht beim Bau und dem Betrieb von Eisenbahnen, in einem Recht auf Errichtung einer Bank mit dem Privileg der Notenausgabe, sowie endlich in dem Münzrecht.
Die Deutsch-Ostafrikanische Gesellschaft nahm eine Anleihe von 10.566.000 Mark unter Garantie der Regierung auf, die sich ihrerseits zu einer jährlichen Auszahlung von 600.000 Mark für die Überlassung der Zolleinkünfte verpflichtete. In einem neuen, am 15. November 1902 mit dem Deutschen Reich geschlossenen Vertrag verzichtete die Gesellschaft gegen Rückgabe ihrer im Besitz des Reiches befindlichen Anteilscheine im Nennbetrag von 475.000 Mark auf alle ihre früheren Privilegien, nur blieb ihr an Stelle ihres fast unbeschränkten ein engbegrenztes Landokkupationsrecht und ein Anteil an den Feldersteuern und Förderungsabgaben, der bis 1935 gelten sollte.
Die Unternehmungen der Gesellschaft bestanden dann im Betrieb eigener Handelsgeschäfte, in der Bewirtschaftung von sieben Plantagen (u. a. einer Baumwoll-Plantage in Kikokwe, zweier Kaffee-Plantagen in Derema und Nguelo, sowie einer Kokos-Plantage in Muoa).

## Übersicht der Expeditionen

Karte mit Besitzansprüchen, Stationen und Expeditionsrouten der DOAG (1886)

In der „Periode des Flaggenhissens“ (Kurt Büttner) der Jahre 1885 und 1886 sandte die Gesellschaft zahlreiche Expeditionen in das östliche Afrika und auf die vorgelagerten Inseln. Bis auf wenige Ausnahmen waren dies keine Expeditionen im wissenschaftlichen Sinne, sondern dienten der kolonialen Landnahme sowie dem Aufbau europäischer Stützpunkte. Die Grundlage hierzu bildeten ungleiche und oft irreführende „Verträge“ mit Regionalherrschern – oder lokalen Gesprächspartnern, die dafür gehalten wurden. Die Gesellschaftsagenten legten, der damaligen kolonialen Praxis folgend, die Verhandlungsergebnisse ganz nach den Interessen ihrer Auftraggeber aus. Einige Expeditionen führten in Gebiete, die formal nicht oder nur sehr kurze Zeit unter deutsche Kolonialherrschaft gestellt wurden (Kenia, Komoren, Madagaskar und Somalia). Diesbezüglich ausgerufene „Erwerbungen“ waren Gegenstand des kolonialen Interessenausgleichs zwischen Deutschland, Frankreich, Großbritannien und Italien, jedoch mit geringem „Kompensationswert“.
| Name                             | Zeit                        | Teilnehmer | Ereignisse / Ergebnisse | Zielgebiete |
| -------------------------------- | --------------------------- | --- | --- | ----------- |
| Erste Usagara-Expedition         | Oktober – Dezember 1884     | Karl Ludwig Jühlke, August Otto, Carl Peters (Leiter), Joachim Graf von Pfeil                                                   | Aus der Erstexpedition wurde der Anspruch auf die Regionen Useguha, Nguru, Usagara und Ukami abgeleitet (siehe: Erste Expedition nach Ostafrika). Die Ausstellung eines kaiserlichen Schutzbriefes am 27. Februar 1885 schuf die territoriale Grundlage des sogenannten Schutzgebietes und bildete den Auftakt der deutschen Kolonialpolitik in Ostafrika. Otto verstarb während der Expedition aufgrund von Krankheit. |             |
| Erste Nyassa-Expedition          | Februar 1885                | Joachim Graf von Pfeil | Die Expedition stellte den ersten Versuch zur Ausweitung des Schutzgebietes da. Graf von Pfeil brach bereits am 12. Februar 1885 in Richtung des Nyassasee im Südwesten der späteren Kolonie Deutsch-Ostafrika auf. Das Ergebnis der Expedition wurde aus Sicht der Gesellschaft als Fehlschlag gewertet, da keine neue Landabtretung erzielt wurde. |             |
| Zweite Usagara-Expedition        | Februar – März 1885         | Morris (Gärtner), Karl Wilhelm Schmidt (Geologe), Kurt Weiß                                                                     | Die Expedition dient vorrangig der Entwicklung des bestehenden Schutzgebietes. Die zuvor durch den Grafen von Pfeil angelegte Station Simatal in Usagara wurde erweitert. Ein kurzfristig gefasster Entschluss zum Vorstoß bis an den Tanganjikasee konnte jedoch nicht umgesetzt werden. |             |
| Tana-Expedition                  | März – April 1885           | Claus von Anderten, Ernst von Carnap-Quernheimb, Gustav Hörnecke (Leiter), Andreas Küntzel (Landwirt), Albert Söhnge (Kaufmann) | Das Zielgebiet sollte zunächst der Viktoria-See im Nordwesten der späteren Kolonie sein, doch aufgrund der konkurrierenden Absichten der Gebrüder Denhardt in Witu wurde es kurzfristig verlegt. Der Vorstoß führte nun zum Fluss Tana im heutigen Kenia, um dort Ansprüche der Gesellschaft zu begründen. Er scheiterte an der Intervention britischer Vertreter beim Sultan von Sansibar, unter dessen Einfluss die Keniaküste stand. |             |
| Nyanza-Expedition                | April 1885                  | Albrecht von Bülow, Major Diedrich von Devivére (Leiter), Emil von Kleist, Ernst Liedtke                                        | Nachdem die vorherige Expedition zum Tana „umgeleitet“ worden war, sollte die folgende zum Viktoria-See führen. Sie kam jedoch nicht über den Küstenort Saadani hinaus. Die Gründe hierfür können die Unerfahrenheit der Teilnehmer oder der Alkoholismus Devivéres gewesen sein. Die Reise wurde abgebrochen und nicht wieder aufgenommen. |             |
| Erste Kilimandscharo-Expedition  | April – Juni 1885           | Karl Ludwig Jühlke, Kurt Weiß                                                                                                   | Jülke erkrankte schon bald nach Reisebeginn an Dysenterie und folgte der Expedition später nach. Auf dem Weg fanden Verhandlungen mit vermeintlichen Herrschern verschiedener Regionen statt (Usambara, Bondei, Pare, Aruscha, Dschagga, Kahe und Ugeno). Über das Zielgebiet am Kilimandscharo wurde erst am 19. Juni 1885 ein Vertrag geschlossen. |             |
| Khutu-Expedition                 | Mai – Juni 1885             | Joachim Graf von Pfeil | Die Reise führte ins Rufiji- und Ulanga-Gebiet. Am Mittellauf des Rufiji kam es am 10. Juni 1885 zum Vertrag mit einem Afrikaner namens Golongo, den von Pfeil als Obersultan von Khutu betitelte. Als Ursachen für Golongos Vertragsbereitschaft kommen die Hoffnung auf bessere Handelskontakte zur Küste und die Furcht vor Sklavenhändlern in betracht. |             |
| Usaramo-Expedition               | September – Oktober 1885    | Rochus Schmidt, Albert Söhnge (Kaufmann)                                                                                        | Auf seiner ersten Expedition hatte Schmidt gleich einen doppelten Auftrag: Er sollte zum einen die Landschaft Usaramo in der Region Pwani „vertraglich erwerben“ und zum anderen die Station Simatal in Usagara versorgen. Den ersten Teil dieses Auftrages führte er durch. In einem Gebiet, das sich vom Nordufer des unteren Rufiji bis zum Kingani erstreckte, schloss er binnen zwei Wochen 25 Verträge ab. Im zweiten Teil der Expedition wurde Schmidts Karawane in Usagara angegriffen – eine Vergeltung für die Ermordung eines Dorfbewohners durch Schmidt.                                                            |             |
| Erste Somali-Expedition          | September – November 1885   | Claus von Anderten, Gustav Hörnecke                                                                                             | Nach der gescheiterten Tana-Expedition reisten Von Anderten und Hörnecke schließlich doch ins nördliche Ostafrika. Obwohl das Sultanat Sansibar dies weiterhin zu verhindern versuchte, erreichten sie Halule am Horn von Afrika. Trotz sprachlicher Verständigungsprobleme glaubten sie, dort Anfang September 1885 einen Vertrag zwecks Landnahme geschlossen zu haben bzw. entsprechend interpretieren zu können. Eine weitere Abmachung Ende November 1885 sollte den „Anspruch“ auf die Küste von Bender Gasen bis Warsheikh ausdehnen.                                                                                     |             |
| Erste Komoren-Expedition         | Oktober 1885                | Friedrich Schroeder, Aurel Schulz                                                                                               | Im Wettstreit um Kolonien weckten nun auch die Komoreninseln im westlichen Indischen Ozean Begehrlichkeiten durch die Gesellschaft. Die erste Expedition dorthin brach am 15. Oktober 1885 in Berlin auf. Schroeder und Schulze erreichten zwar die Inselgruppe, konnten aber aufgrund von örtlichen Unruhen keine Landnahme ausrufen. |             |
| Zweite Nyassa-Expedition         | November 1885               | Joachim Graf von Pfeil, Schlüter (Offizier)                                                                                     | Um das als Ergebnis der Khutu-Expedition beanspruchte Gebiet zu vergrößern, brach eine Expedition auf, die von der Insel Sansibar über die Station Simatal (Usagara) in Richtung auf den Nyassasee vorstieß. Die Verhandlungspartner wurden nach der Nähe zur Route ausgewählt und nicht nach ihrer tatsächlichen Entscheidungsbefugnis. So kam es, dass die eigentlichen Machthaber der durchreisten Regionen, etwa Mkwawa, gar nicht gefragt wurden. Dennoch wurden nach der Expedition die Regionen Ubena, Uhehe, Magindo, Mahenge und Matschonde im Süden des späteren Deutsch-Ostafrika als Gesellschaftsbesitz betrachtet. |             |
| Zweite Kilimandscharo-Expedition | Dezember 1885               | Walther Braun, Arnold von Eltz, Karl von Gravenreuth, Gustav Hörnecke, Karl Wilhelm Schmidt                                     | Weit vor dem eigentlichen Ziel wurde die landwirtschaftliche Station Korogwe am Unterlauf des Pangani angelegt, was heftigen Protest dortiger Bewohner erregte. Hörnecke kehrte bald darauf zu Küste zurück. Braun und von Gravenreuth blieben als Stationsbesatzung zurück. Von Eltz und Schmidt zogen weiter bis zum Kilimandscharo. Das Zielgebiet wurde erreicht, aber entgegen der ursprünglichen Planung dort keine Station errichtet. |             |
| Sabaki-Expedition                | Dezember 1885 – Januar 1886 | Claus von Anderten | Ohne Erlaubnis des zuständigen Sultans von Sansibar setzte von Anderten von der Insel Lamu auf das Festland über, doch der Liwali von Malindi veranlasste unter Zwangsandrohung seine Rückkehr. Zehn Tage später wurde dennoch am Sabaki, dem zweitlängsten Fluss des heutigen Kenias, die Gesellschaftsflagge aufgezogen. Zudem wurden ersten Kontakte mit der Ethnie der Galla am Fluss Tana geknüpft. Aus Sicht der Gesellschaft war dies der „Erwerb von Giriyama, den Wanika-Ländern, den Galla-Gebieten und Ukamba“. |             |
| Gasi-Expedition                  | Januar 1886                 | Albrecht von Bülow, Goedecke (Landwirt), Lucas (Assessor), Walter von St. Paul-Illaire                                          | Unter Ausnutzung regionaler Konflikte wurde am 9. Januar 1886 mit Mbaruk, einem Widersacher Sansibars, in Gasi ein Protektionsvertrag geschlossen. Der Sultan von Sansibar setzte Truppen in Marsch und vertrieb Mbaruk ins Exil nach Usambara. Dieser versuchte Gebietserwerb zwischen Gedi und Mombasa im heutigen Kenia wurde nach einer diplomatischen Krise zwischen Deutschland und Sansibar unter Einschaltung Großbritanniens und Frankreichs annulliert. Die Entscheidung über das Gebiet wurde der Ostafrika-Grenzkommission übertragen.                                                                               |             |
| Zweite Somali-Expedition         | Januar 1886                 | Arthur Graf Pfeil, Winter | Die nochmalige Expedition auf die Somali-Halbinsel verfolgte das Ziel, auf den durch von Anderten und Hörnecke angeblich ausgehandelten Vertragsinhalt aufzubauen. Sie führte zur Anlage einer kleinen Niederlassung der Gesellschaft in Halule im heutigen Nordsomalia, die aber über das Anfangsstadium nicht hinaus kam. |             |
| Zweite Usagara-Expedition        | März – Mai 1886             | Eugen Krenzler, von Wittich (Offizier), Emil von Zelewski                                                                       | Die Expedition sollte der Konsolidierung des ursprünglichen Gesellschaftsgebietes dienen, durchreiste aber eher eine Grenzregion desselben. Sie führte zur Gründung der Stationen Dunda, Madimola und Usungula am Fluss Kingani im Zentrum des späteren Deutsch-Ostafrika. Zudem wurde abermals versucht, am Tana (Kenia) einen zusätzlichen Zugang zum Indischen Ozean zu erlangen. |             |
| Zweite Komoren-Expedition        | Mai – Juni 1886             | Karl Wilhelm Schmidt, Aurel Schulz                                                                                              | Die beiden Gesellschaftsvertreter tätigten privatrechtliche Landkäufe auf der Insel Großkomoro sowie an der Südwestküste Madagaskars. Diese Ländereien bildeten nur eine kurzfristige kolonialpolitische „Kompensationsmasse“ zur Anerkennung des deutsch-britischen Grenzabkommens in Ostafrika durch Frankreich. Die Inseln wurden bereits zur Jahresmitte 1886 von Deutschland als Teil der französischen Interessensphäre anerkannt. |             |
| Dritte Somali-Expedition         | August – Dezember 1886      | Hermann Günther (Offizier), Wilhelm Janke, Karl Ludwig Jühlke                                                                   | Die Expedition wurde mit 100.000 Mark durch den Industriellen Friedrich Krupp unterstützt. Sie sollte an der Südküste des heutigen Somalias weitere Landnahmen tätigen und die Errichtung einer Niederlassung vorbereiten. Am 26. November 1886 verpachtete der Scheich eines mit Sansibar verfeindeten Somalistammes an Jühlke einen Küstenstreifen. In Port Durnford wurde die Gesellschaftsflagge gehisst. Unter Missbilligung Bismarcks taufte die Gesellschaft den Küstenort voreilig in Hohenzollernhafen um. Jühlke wurde kurz darauf von Somalis getötet.                                                                |             |
| Deutsch-Ostafrika-Expedition     | Herbst 1886                 | Karl Wilhelm Schmidt | Die geologische Untersuchung der Regionen Ukami, Usagara und Useguha im Zentrum des späteren Deutsch-Ostafrika war eine der wenigen, wirklichen Forschungsexpeditionen. Sie sollte Erkenntnisse über den wirtschaftlichen Wert des Kolonialgebietes liefern und die tatsächliche Erschließung der Ausgangsbesitzung bezeugen. |             |
| Vierte Somali-Expedition         | Dezember 1886               | Eduard von Baerensprung (Offizier), Wilhelm Janke, Joachim Graf von Pfeil, Fritz Spuhn, Winter                                  | Die Reise sollte dem Auf- und Ausbau der Station am sogenannten Hohenzollernhafen im heutigen Südsomalia dienen. Das Vorhaben war aber durch das Verhandlungsergebnis des britisch-deutschen Grenzabkommens bereits überholt, das die Region dem britischen Einflussraum zuschlug. |             |

## Trivia
Die Gesellschaftsflagge wird in Anlehnung an den Gründer von Deutsch-Ostafrika, Carl Peters, auch als Petersflagge bezeichnet.